# Циха-Ґура
Циха-Ґура (пол. Cicha Góra, нім. Schichagora, 1939-45: Ziegenkrug) — село в Польщі, у гміні Новий Томишль Новотомиського повіту Великопольського воєводства.
Населення — 421 особа (2011).
У 1975-1998 роках село належало до Познанського воєводства.

## Демографія
Демографічна структура станом на 31 березня 2011 року:
|          | Загалом | Допрацездатний вік | Працездатний вік | Постпрацездатний вік |
| -------- | ------- | ------------------ | ---------------- | -------------------- |
| Чоловіки | 196     | 40                 | 143              | 13                   |
| Жінки    | 225     | 77                 | 117              | 31                   |
| Разом    | 421     | 117                | 260              | 44                   |